# Hans Reichardt
Hans Reichardt (Altemburgo, 2 de abril de 1908 – Berlim, 4 de abril de 1991) foi um matemático alemão, que trabalhou com teoria dos números, história da matemática e geometria diferencial.

## Vida
Reichardt estudou matemática, fisica e filosofia a partir de 1926 na Universidade de Jena, Universidade de Königsberg, Universidade Humboldt de Berlim (a partir de 1928, especialmente com Issai Schur, onde foi seu aluno de teoria algébrica dos números), Universidade de Hamburgo (aluno de Erich Hecke e Emil Artin) e na Universidade de Marburgo. Obteve em 1932 um doutorado na Universidade de Marburgo, orientado por Helmut Hasse, com a tese Arithmetische Theorie der kubischen Körper als Radikalkörper. Em 1933 afiliou-se ao Partido Nacional Socialista dos Trabalhadores Alemães (NSDAP). Em 1934 cumpriu seu Lehramtsexamen, e foi assistente de Carl Ludwig Siegel na Universidade de Frankfurt e em 1935 de Friedrich Karl Schmidt na Universidade de Jena. Em 1937 foi para a Universidade de Leipzig trabalhar com Bartel Leendert van der Waerden, onde obteve a habilitação em 1939 (Über die diophantische Gleichung {\displaystyle ax+bx^{2}y^{2}+cy=ez^{2}}) e foi em 1940 docente. Durante a Segunda Guerra Mundial trabalhou a partir de 1943 na Telefunken em Berlin. Após a guerra esteve de 1946 a 1952 na União Soviética, onde trabalhou com problemas da tecnologia de foguetes na Ilha de Gorodomlya no lago Seliger. Retornou para a Alemanha em 1952, como professor da Universidade Humboldt de Berlim. Aposentou-se em 1973.
Em Berlim teve diversos alunos. Dentre seus orientados constam Helmut Boseck, Helmut Koch, Rolf Sulanke e Manfred Peschel. Foi desde 1962 membro correspondente e desde 1964 membro pleno da Academia de Ciências da Alemanha Oriental, e desde 1962 membro da Academia Leopoldina. Em 1961 e 1966 recebeu o Prêmio Nacional da República Democrática Alemã.

## Obras
- com Wilhelm Blaschke: Einführung in die Differentialgeometrie. Springer Grundlehren der mathematischen Wissenschaften. 2. Auflage 1960.
- Vorlesungen über Vektor- und Tensorrechnung (= Hochschulbücher für Mathematik. Vol. 34). Deutscher Verlag der Wissenschaften, Berlin 1957, 2. Auflage 1968.
- (Ed.): Gauß-Gedenkband. Herausgegeben anläßlich des 100. Todestages am 23. Februar 1955. Teubner, 1957.
- Gauß und die nichteuklidische Geometrie. Teubner, 1976.
- com Johannes Böhm (Hrsg.): Gaußsche Flächentheorie, Riemannsche Räume und Minkowski-Welt (= Teubner-Archiv zur Mathematik. 1). 1985 (auch Arbeiten von Carl Friedrich Gauß, Bernhard Riemann, Hermann Minkowski werden hier abgedruckt und kommentiert).
- Gauß und die Anfänge der nicht-euklidischen Geometrie. Mit Originalarbeiten von J. Bolyai, N. I. Lobatschewski und F. Klein (= Teubner-Archiv zur Mathematik. 4). 1985 (auch Arbeiten von János Bolyai, Nikolai Lobachevsky, Felix Klein werden hier abgedruckt und kommentiert).
- (Ed.: Nachrufe auf Berliner Mathematiker des 19. Jahrhunderts (= Teubner-Archiv zur Mathematik. 10). 1989 (Carl Gustav Jakob Jacobi, Ernst Eduard Kummer, Johann Peter Gustav Lejeune Dirichlet, Karl Weierstrass, Leopold Kronecker).
- Gauß. In Hans Wußing, Wolfgang Arnold (Eds.): Biographien bedeutender Mathematiker. Volk und Wissen, Berlin 1975.
- Ed. Künstliche Erdsatelliten. Übersetzung aus dem Russischen. Akademie, Berlin 1959 (Fortschritte der Physik. Sonderband 2).